# Graffenrieda barahonensis
Graffenrieda barahonensis är en tvåhjärtbladig växtart som beskrevs av Ignatz Urban. Graffenrieda barahonensis ingår i släktet Graffenrieda och familjen Melastomataceae. Inga underarter finns listade i Catalogue of Life.